# 暗黒の口づけ
『暗黒の口づけ』（あんこくのくちづけ、原題：英: The Black Kiss）は、アメリカ合衆国のホラー小説家ヘンリー・カットナーとロバート・ブロックが共作して1937年に発表した短編小説。『ウィアード・テールズ』1937年6月号に掲載された。クトゥルフ神話の一つ。
カットナーが同誌5月号掲載の『セイレムの恐怖』に登場させたマイケル・リーが再登場する。カットナーによるマイケルの登場作品はこの2作のみ。後に日本の朝松健が『聖ジェームズ病院』という作品で若いころのマイケルを登場させており、本作は1937年（執筆時の現在）の出来事とされた。

## あらすじ
デイナ家の人物が、スペインから花嫁モレリャ・ゴドルフォを連れて戻ってきた。夫妻はカリフォルニアサン・ペドロの海辺の家に住むが、モレリャには妖術の噂が立つ。やがてモレリャは行方不明となり、家は空き家となる。時代は移り変わり、デイナ家はディーンと改名する。20世紀になると、一族のマイクル・リーは、サン・ペドロの家の取り壊しを主張する。マイクルの主張はまともな理由を何一つ上げない強引なものであったために、親族は要求を拒否する。
数年後、一族の中でも若いグレイアムが、サン・ペドロの相続して引っ越してくる。だが次第に悪夢に悩まされるようになる。夢の中で、グレイアムは海の何者かと口づけを交わした。
インドにいた叔父のマイクルから、グレイアム宛に「家を離れろ」「すぐ戻る」と電報が届く。またマイクルから連絡を受けた山田医師が、グレイアム宅を訪問してくる。山田は、グレイアムに家を離れるよう助言し、モレリャは人外だったと説明する。海の生物が、精神交換によって、モレリャの肉体を奪っていたのだという。山田は「夢の中で口づけをされたか」と尋ね、グレイアムは「されていない」と回答する。グレイアムは山田の話を全面的に信じたわけではなかったが、自分が病んでいることは認める。
グレイアムはサン・ペドロの家を離れて山田宅に宿泊する。しかし夢うつつになると、窓から抜け出して海へと行く。グレイアムが正気に戻ったときには、暗い洞窟で、異形の化物の身体に変わっていた。グレイアムは冒涜的な肉体に封じ込められた事実に絶望し、化物の目を通して、かつての自分の肉体に邪悪な精神が宿っているのを視認する。
マイクル叔父と山田医師がやって来たが、彼らはグレイアムと化物の肉体が入れ替わっていることなど知る由もない。化物（グレイアム）は、グレイアム（モレリャ）に追いついて、かみ殺す。その様子を見た山田は、化物を射殺する。グレイアムは、自分が死ぬのを見て、安らかに死んでいった。

## 主な登場人物
- モレリャ・ゴドルフォ - グレイアムの二代前の大伯母。スペイングラナダの名家の産まれ。サン・ペドロの家に住んでいた。
- マイクル・リー - グレイアムの叔父。オカルティストで、ディーン家では変わり者とみなされている。[注 1]
- グレイアム・ディーン - 主人公。若き画家。海が好きで、期待しつつサン・ペドロの家に引っ越してきたが、なぜか海の景色を描くことができなくなってしまう。
- 山田誠 - 小柄な日本人。サン・ペドロ在住の医師・心霊研究家。マイクルの友人。
- ヘドウィグ医師 - グレイアムを診察し、ただの疲れと判断する。
- 海の怪物 - かつてゴドルフォ家が呼び出した海魔。海洋生物の特徴があり、唇だけが人間に似ている。モレリャと精神交換して肉体を奪い、今度はグレイアムに目をつけた。

## 収録
- 『クトゥルー11』青心社、三宅初江訳「暗黒の口づけ」
- 『真ク・リトル・リトル神話大系1』国書刊行会、真島光訳「暗黒の接吻」
- 『新編真ク・リトル・リトル神話大系3』国書刊行会、真島光「暗黒の接吻」